# Express Jet
Express Jet, född 1 maj 2014, är en fransk varmblodig travhäst som tränades och kördes i början av sin karriär av Pierre Vercruysse för att i slutet av karriären tränas av Tomas Malmqvist och kördes av Adrien Lamy.
Express Jet började tävla i november 2016 och inledde med en seger. Han sprang under sin karriär in 632 220 euro på 74 starter, varav 9 segrar, 7 andraplatser och 10 tredjeplatser. Karriärens största seger kom i Prix Ovide Moulinet (2019).
Han har också segrat i Prix Bellino II (2018), Prix de Rouen (2019) och Grand Prix de Gelsenkirchen (2021) dessutom har han kommit på andraplats i Prix de Sélection (2018), Prix Jules Thibault (2018), Prix de Croix (2019) och på tredjeplats i Prix Abel Bassigny (2017), Prix Jacques de Vaulogé (2017), Critérium des 4 ans (2018), Prix de Geneve (2018), Prix Octave Douesnel (2018), Grand Prix Federation Regionale du Nord (2020) och Grand Prix de Noël (2021).

## Statistik
| Statistik för Express Jet (Ref.) | Statistik för Express Jet (Ref.) | Statistik för Express Jet (Ref.) | Statistik för Express Jet (Ref.) | Statistik för Express Jet (Ref.) | Statistik för Express Jet (Ref.) |
| -------------------------------- | -------------------------------- | -------------------------------- | -------------------------------- | -------------------------------- | -------------------------------- |
| Starter                          | Placeringar                      | Startprissumma                   | Segerprocent                     | Platsprocent                     | Rekord                           |
| 74                               | 9-7-10                           | 632 220 euro                     | 12 %                             | 35 %                             | 1.10,4ak,                        |

### Större segrar
| År   | Lopp                        | Kusk              | Vinstbelopp | Grupp   |
| ---- | --------------------------- | ----------------- | ----------- | ------- |
| 2018 | Prix Bellino II             | Pierre Vercruysse | 40 500 EUR  | Grupp 3 |
| 2019 | Prix de Rouen               | Pierre Vercruysse | 36 000 EUR  | Grupp 3 |
| 2019 | Prix Ovide Moulinet         | Pierre Vercruysse | 54 000 EUR  | Grupp 2 |
| 2021 | Grand Prix de Gelsenkirchen | Thomas Panschow   | 25 000 EUR  | Grupp 2 |